# Sant Liuç de la Vaur
Sant Lionç de la Vaur (en francès Saint-Lieux-lès-Lavaur) és un municipi francès situat al departament del Tarn i a la regió d'Occitània.

## Demografia
| 1962                                       | 1968 | 1975 | 1982 | 1990 | 1999 | 2007 |
| ------------------------------------------ | ---- | ---- | ---- | ---- | ---- | ---- |
| 327                                        | 352  | 337  | 362  | 432  | 540  | 815  |
| Des de 1962: població sense dobles comptes |      |      |      |      |      |      |

## Administració
| Període | Identitat   | Partit |
| ------- | ----------- | ------ |
| 2008-   | Max Berjont |        |